# 3月17日
3月17日是公历一年中的第76天（闰年第77天），离全年的结束还有289天。

## 大事记

### 20世紀以前
- 前45年：罗马将领尤利乌斯·凯撒的平民派部队在蒙达战役中击败贵族派部队，凯撒内战结束。
- 455年：在杀害瓦伦提尼安三世后，佩特罗尼乌斯·马克西穆斯篡位成为西罗马帝国皇帝。
- 916年：耶律阿保机称帝，国号契丹。
- 1269年：蒙古颁行八思巴所创新字。
- 1776年：驻防于马萨诸塞州波士顿的英国陆军撤离当地，长达11个月的波士顿之围宣告结束。
- 1861年：薩丁尼亞王國議會宣布正式成立義大利王國，維多·伊曼紐二世成為首任國王。
- 1890年：《中英藏印條約》签订。

### 20世紀
- 1906年：台灣嘉義縣梅山發生規模7.1級之地震，傷亡超過3000人。
- 1916年：護國戰爭中，蔡鍔大敗張敬堯。
- 1929年：上海的中醫把3月17日定為「國醫節」。
- 1934年：奥地利、匈牙利、意大利签订《罗马议定书（英语：Rome Protocols (1934)）》。
- 1939年：日本军队在冈村宁次的带领下，向南昌的中国守军发起进攻，南昌会战开始。
- 1941年：位于华盛顿特区的美国国家艺廊在总统富兰克林·罗斯福的主持下正式对公众开放。
- 1948年：英国、法国、荷兰、比利时、卢森堡签订《布魯塞爾條約》。
- 1950年：美国柏克莱加利福尼亚大学劳伦斯柏克莱国家实验室宣布发现放射性超铀元素鉲。
- 1959年：西藏藏传佛教领袖第十四世达赖喇嘛在藏区骚乱爆发后逃离拉萨市，并开始流亡印度。
- 1963年：印尼峇里岛的阿贡火山开始猛烈喷发，最终造成约1500人死亡。
- 1966年：美国“双子星8号”与“阿金纳”对接舱体进行世界航天史上的第一次空间对接。
- 1966年：在1966年B-52同溫層堡壘轟炸機空難中遺失的氫彈在西班牙海岸附近被尋獲。
- 1969年：以色列工党领导人戈尔达·梅尔接替列维·艾希科尔就任以色列总理，为该国首位女性总理。
- 1975年：中国特赦全部在押战犯。
- 1988年：由波音727-121執行的哥倫比亞航空410號班機在庫庫塔機場起飛後不久墜毀，機上136名乘客及7名機員全部罹難。
- 1990年：中華職棒第一場比賽正式举行，統一獅對戰兄弟象。
- 1991年：蘇聯政府在9個加盟共和國境內舉行公民投票，並有78%的公民贊同保留與改革聯盟體制。
- 1992年：匯豐銀行收購米特蘭銀行。
- 1992年：南非举行白人公决（英语：South African apartheid referendum, 1992）。
- 1995年：菲律宾女佣弗洛尔在新加坡被判绞刑。
- 1998年：朱镕基当选中国国务院总理。
- 1998年：中国承诺人民币不贬值[1]。
- 2000年：烏干達恢復上帝十誡運動信徒在卡農古教堂遭到縱火殺害，造成至少530人死亡。

### 21世紀
- 2003年：中國廣州發生孫志剛事件，最後造成收容遣送制度廢除。
- 2006年：香港九龍尖沙咀廣東道港景峯行人隧道發生徐步高槍擊案，事件造成2名警員死亡，1名警員重傷。
- 2010年：中国山东青荣城际铁路、海青铁路、沂沭铁路和青岛北站工程在青岛市李沧区奠基。
- 2011年：联合国安全理事会通过第1973号决议，允许参与国为保护平民而对利比亚进行军事干预[2][3]。
- 2021年：札幌地方裁判所判定日本现行婚姻制度未能覆盖同性恋群体，违反《日本国宪法》第14条所规定的平等权。
- 2023年：国际刑事法院以涉嫌在入侵乌克兰期间绑架当地儿童一事，对俄罗斯总统弗拉基米尔·普京和总统儿童权利专员瑪莉亞·路芙娃-貝洛娃发出逮捕令（英语：International Criminal Court investigation in Ukraine）。

## 出生
- 778年：唐憲宗李淳，唐朝皇帝（820年逝世）
- 1231年：四條天皇，日本第87代天皇（1242年逝世）
- 1473年：詹姆斯四世，蘇格蘭國王（1513年逝世）
- 1537年：豐臣秀吉，日本戰國時代至安土桃山時代大名，著名的戰國三傑之一（1598年逝世）
- 1548年：本多忠勝，日本戰國時代武將（1610年逝世）
- 1754年：羅蘭夫人，法國大革命時期著名的政治家（1793年逝世）
- 1777年：羅傑·B·托尼，美國政治人物（1864年逝世）
- 1820年：威廉·F·雷諾茲，美國工程師、探險家（1894年逝世）
- 1832年：約翰·A·賴斯，美國醫生、外科醫生、政治人物，曾任威斯康辛州參議員（1906年逝世）
- 1834年：戈特利布·戴姆勒，德國工程師、企業家，汽車的發明者之一（1900年逝世）
- 1839年：克里斯蒂安·格里彭克爾，德國畫家（1916年逝世）
- 1855年：菊池大麓，日本政治人物、教育家、數學家、地震學家、啟蒙思想家（1917年逝世）
- 1873年：瑪格麗特·邦德菲爾德，英國政治人物、社會運動家（1953年逝世）
- 1886年：康諾的帕特麗西婭，英国公主（1974年逝世）
- 1898年：橫光利一，日本小說家、俳人、評論家（1947年逝世）
- 1902年：鮑比·瓊斯，美國著名高爾夫球手（1971年逝世）
- 1930年：詹姆斯·艾爾文，美國太空人（1991年逝世）
- 1936年：肯·馬丁利，美國太空人
- 1939年：吉奥瓦尼·特拉帕托尼，義大利足球教練
- 1941年：王金平，臺灣政治人物，曾任立法院院長
- 1942年：山本陽子，日本女演員（2024年逝世）
- 1944年：貝蒂·伯伊德，英國模特兒、攝影師
- 1948年：津田英三，日本男性聲優
- 1948年：威廉·吉布森，美國科幻小說家
- 1949年：施永青，香港企業家
- 1950年：約翰摩亞，澳洲籍香港練馬師
- 1951年：寇特·羅素，美國男演員
- 1953年：馮檢基，香港政治人物
- 1955年：蓋瑞·辛尼茲，美国演員
- 1956年：帕蒂·汉森，美國超級名模
- 1959年：盧惠光，香港演員
- 1959年：單立文，香港歌手、演員
- 1959年：安德烈·別洛烏索夫，俄羅斯經濟學家、政治人物、軍事人物，現任俄羅斯國防部長
- 1962年：林錫山，臺灣政治人物，曾任立法院秘書長
- 1962年：卡爾帕娜·喬拉，印度裔美國太空人（2003年逝世）
- 1963年：方中信，香港演員
- 1963年：鲁伯特·施泰德，德國企業家，前任奧迪執行長
- 1966年：佩妮·蒙巴頓，英國慈善家、商人
- 1968年：黃品源，台灣歌手
- 1968年：新田惠利，日本歌手、藝人
- 1969年：金藝玲，韓國女演員
- 1969年：亞歷山大·麥昆，英國服裝設計師
- 1972年：米婭·哈姆，美國職業足球運動員
- 1974年：谷辣斯·尤達卡，臺灣政治人物，前任中華民國總統府發言人
- 1974年：多林·雷切安，摩爾多瓦政治人物，現任摩爾多瓦總理
- 1975年：李進榮，中國男演員
- 1976年：蔡君茹，台灣演員
- 1977年：珈潁，香港女藝員
- 1978年：聶遠，中國男演員
- 1980年：堀田勝，日本男性聲優
- 1981年：戰菁一，中國女演員
- 1981年：高木俊，日本男演員、聲優
- 1982年：姚笛，中國女演員
- 1982年：栗娜，中國电視節目主持人
- 1984年：林維哲，台灣歌手
- 1984年：朝霧卡夫卡，日本編劇、漫畫原作者、輕小說作家
- 1985年：劉恩佑，中國男演員
- 1986年：曹敏寶，香港女歌手
- 1986年：埃丁·哲科，波黑職業足球運動員
- 1987年：李愛情，韓國女演員（2007年逝世）
- 1987年：中山惠里奈，日本女性聲優
- 1988年：格萊姆斯，加拿大歌手、作曲家、唱片製作人
- 1989年：香川真司，日本足球員
- 1989年：埃利安·萊瓦，古巴職業棒球運動員
- 1990年：Cherng，台灣插畫家
- 1990年：黃郁芬，台灣社會運動人士
- 1990年：玉森裕太，日本艺人
- 1992年：艾達·婕班，馬來西亞女歌手、演員
- 1992年：約翰·波耶加，英國男演員
- 1993年：瑞斯·哈斯金斯，美國職業棒球運動員
- 1995年：早見朱莉，日本女演員、模特兒、女子團體桃色幸運草前成員
- 1995年：小野寺賢人，日本職業棒球運動員
- 1997年：村上虹郎，日本男演員
- 1997年：白昇浩，韓國職業足球運動員
- 1997年：姬蒂·雷德基，美国女子游泳運動員
- 2000年：申真諝，韓國圍棋棋士
- 2003年：中西阿爾諾，日本女子偶像團體乃木坂46五期生

## 逝世
- 180年：馬爾庫斯·奧列里烏斯，羅馬皇帝（121年出生）
- 905年：德王李𥙿，唐朝皇帝（生年不詳）
- 1008年：花山天皇，日本第65代天皇（968年出生）
- 1272年：後嵯峨天皇，日本第88代天皇（1220年出生）
- 1303年：奧東四世，勃艮第伯爵（1248年出生）
- 1425年：足利義量，日本室町幕府第5代征夷大將軍（1407年出生）
- 1681年：鄭經，明鄭王朝君主，鄭成功之嫡長子（1642年出生）
- 1782年：丹尼爾·伯努利，瑞士數學家（1700年出生）
- 1808年：卡爾·興登堡，德國數學家（1741年出生）
- 1828年：詹姆斯·愛德華·史密斯，英國植物學家（1759年出生）
- 1830年：洛朗·古維翁-聖西爾，法國軍人、政治家，法國元帥（1764年出生）
- 1846年：弗里德里希·威廉·貝塞爾，德國天文學家、數學家（1784年出生）
- 1849年：威廉二世，尼德蘭國王（1792年出生）
- 1853年：克里斯蒂安·都卜勒，奧地利物理學家（1803年出生）
- 1875年：約翰·愛德華·格雷，英國動物學家（1800年出生）
- 1941年：約阿希姆·舍普克，德國海軍U潛艦艇長（1912年出生）
- 1946年：戴笠，中國國民黨政治人物、軍事人物（1897年出生）
- 1956年：伊雷娜·約里奧-居里，法國原子物理學家，1935年諾貝爾化學獎得主（1897年出生）
- 1965年：法魯克一世，埃及末代國王（1920年出生）
- 1966年：C·哥頓·麥基，英國遠東商人和政治家，仁記洋行大班（1880年出生）
- 1969年：舒繡文，中國女演員、配音員（1915年出生）
- 1976年：，義大利電影導演（1906年出生）
- 1977年：約翰·W·希爾，美國公共關係先驅（1890年出生）
- 1993年：夏綠蒂·休斯，英國超級人瑞（1877年出生）
- 1993年：海倫·海絲，美國女演員（1900年出生）
- 2003年：蘇步青，中國數學家、教育家（1902年出生）
- 2006年：徐步高，香港警察（1970年出生）
- 2006年：曾國恆，香港警察（1972年出生）
- 2007年：約翰·巴科斯，美國計算機科學家（1924年出生）
- 2013年：徐風，臺灣藝人（1945年出生）[4]
- 2014年：金學曙，中華人民共和國第一代西醫、媒體人（1922年出生）
- 2015年：邱德根，香港商人，遠東發展創辦人、前亞洲電視主席（1924年出生）
- 2016年：林良樂，台灣女歌手（1964年出生）
- 2020年：小鳳仙，臺灣歌仔戲演員[5]（1941年出生）
- 2022年：佐藤忠男，日本電影評論與教育評論家（1930年出生）
- 2022年：克里斯托弗·亚历山大，美國建築師（1936年出生）
- 2022年：阿爾特姆·達齊申，烏克蘭芭蕾舞者（1979年出生）
- 2023年：勞爾·瑟瓦斯，比利時電影製片人、動畫師、漫畫家（1928年出生）
- 2023年：杜布拉芙卡·烏格雷希奇，克羅埃西亞裔荷蘭作家（1949年出生）
- 2023年：藍斯·瑞迪克，美國男演員（1962年出生）
- 2024年：馬亞木，香港企業家（1931年出生）
- 2024年：區鎮樺，前香港大埔區議會議員（1980年出生）
- 2025年：李兆基，香港企業家、恒基兆業創辦人、香港第二大富豪（1928年出生）
- 2025年：舒聖佑，中國政治人物（1936年出生）

## 节假日与习俗
- 圣帕特里克节
- 世界海事日
- ：兒童節